# (5956) d'Alembert
(5956) d'Alembert es un asteroide perteneciente al cinturón de asteroides, región del sistema solar que se encuentra entre las órbitas de Marte y Júpiter, descubierto el 13 de febrero de 1988 por Eric Walter Elst desde el Observatorio de La Silla, Chile.

## Designación y nombre
Designado provisionalmente como 1988 CF5. Fue nombrado d'Alembert en homenaje a Jean le Rond d'Alembert, filósofo y matemático francés, famoso por su principio mecánico. Introdujo el cálculo de las diferencias parciales y resolvió el problema de la precesión de los equinoccios. Quizás sea mejor recordado por su asociación con Diderot en la preparación de la Enciclopedia. D'Alembert estaba muy interesado en la música, tanto como en la ciencia y como en el arte.

## Características orbitales
d'Alembert está situado a una distancia media del Sol de 2,710 ua, pudiendo alejarse hasta 3,502 ua y acercarse hasta 1,918 ua. Su excentricidad es 0,292 y la inclinación orbital 8,971 grados. Emplea 1630,00 días en completar una órbita alrededor del Sol.

## Características físicas
La magnitud absoluta de d'Alembert es 13,2. Tiene 12,277 km de diámetro y su albedo se estima en 0,097. Está asignado al tipo espectral C según la clasificación SMASSII.